# Pedassaare (Mustvee)
Pedassaare is een plaats in de Estlandse gemeente Mustvee, provincie Jõgevamaa. De plaats heeft de status van dorp (Estisch: küla) en heeft 13 inwoners (2021). In 2000 waren dat er 22.
Tot in oktober 2017 lag Pedassaare in de gemeente Saare. In die maand werd Saare bij de gemeente Mustvee gevoegd.

## Ligging
Pedassaare ligt tegen de grens tussen de provincies Jõgevamaa en Tartumaa. In het zuiden grenst Pedassaare aan de gemeente Tartu vald, in het oosten aan de gemeente Peipsiääre.
In de zuidwesthoek van het dorp liggen drie onderling verbonden meren: het Jõemõisa järv (0,72 km²), het Kaiu järv (1,34 km²) en het Papijärv (0,42 km²). De rivier Kääpa loopt door het Kaiu järv en het Jõemõisa järv. Een vierde, kleiner meer, het Särgjärv (6,7 ha), ligt ongeveer in het midden van het dorp.
Pedassaare ligt in het natuurpark Kääpa maastikukaitseala (20,4 km²).

## Geschiedenis
Pedassaare ontstond pas in 1920 als nederzetting op het landgoed Jaegel (Estisch: Jõe). De nederzetting heette Jõemõisa. Jaegel werd voor het eerst genoemd in 1627 en bestond tot in 1919, toen het door het onafhankelijk geworden Estland werd opgedeeld in kleine kavels. Tussen 1807 en 1919 was het landgoed in handen van de familie Manteuffel. De laatste eigenaar was Ernst graaf Manteuffel.
In 1939 stelde de gemeente Saare voor Jõemõisa om te dopen in Pedassaare. Het ministerie van Binnenlandse Zaken volgde die aanbeveling niet op, maar in 1945 werd Pedassaare alsnog de officiële naam van het dorp.